# Eleutherodactylus rufifemoralis
Eleutherodactylus rufifemoralis es una especie de anfibio anuro de la familia Eleutherodactylidae.

## Distribución geográfica
Esta especie es endémica del sur de la República Dominicana. Habita entre los 727 y 1370 m de altitud en la sierra de Baoruco.

## Descripción
El holotipo masculino mide 17.5 mm.

## Publicación original
- Noble & Hassler, 1933 : Two new species of frogs, five new species and a new race of lizards from the Dominican Republic. American Museum Novitates, n.º 652, p. 1-17[5]